# Enertrònica
L'enginyeria enertrònica o la enertrònica és la combinació sinèrgica de l'enginyeria mecànica, l'enginyeria electrònica, l'enginyeria de control i l'enginyeria de programari, orientada al desenvolupament i implementació de projectes energètics, amb especial èmfasi a tots els aspectes elèctrics. Possibles aplicacions són les energies renovables, xarxes de distribució energètica intel·ligents, vehicles elèctrics, etc.